# Ipod Touch

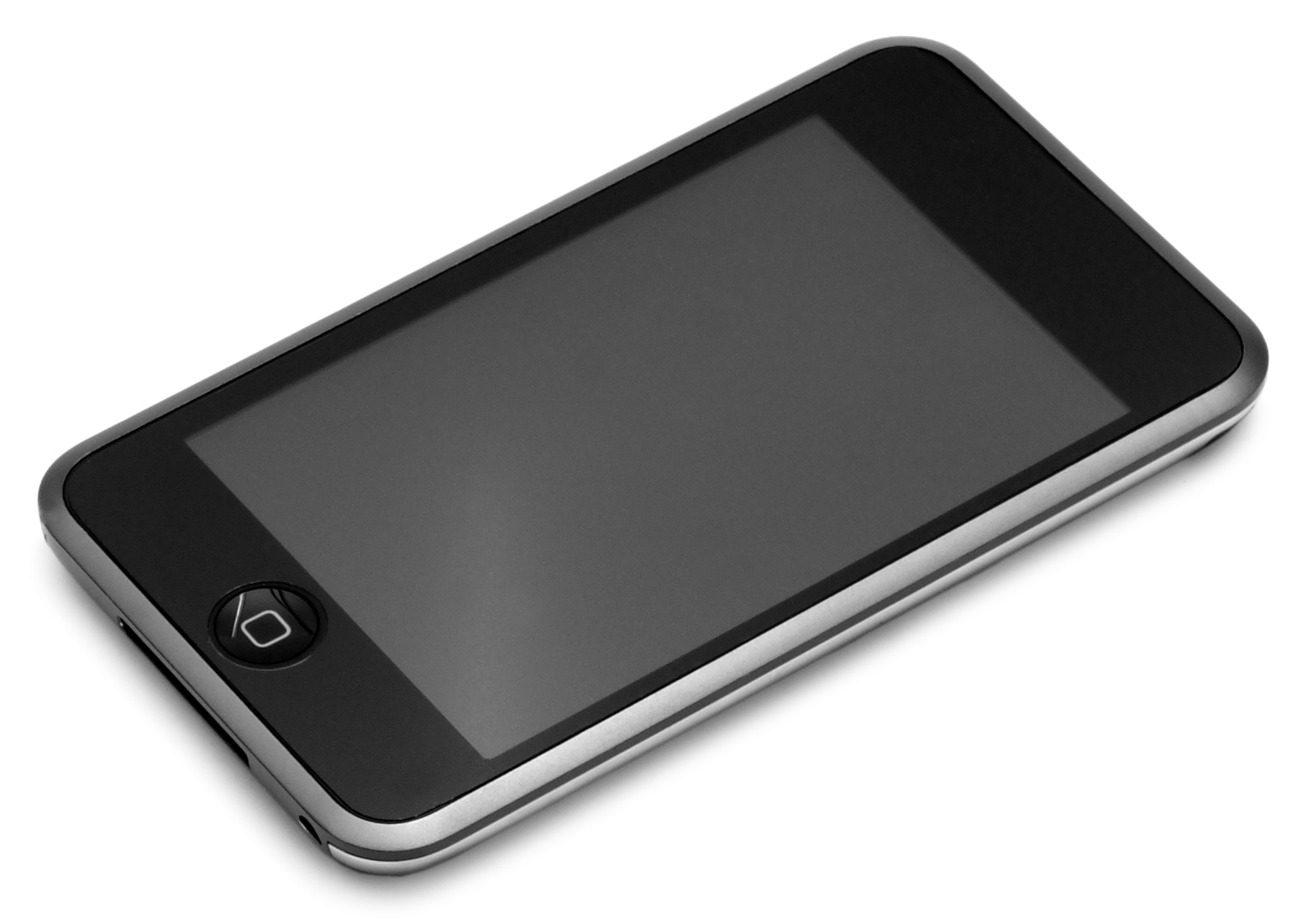
Ipod touch av första generationen

Ipod touch av sjätte generationen.

Ipod touch (av Apple Inc. stavat iPod touch, ofta skrivet  iPod Touch) är en handdator från Apple som introducerades den 5 september 2007. Spelaren styrs med hjälp av pekskärm. Den har även trådlöst nätverk, vilket ger åtkomst till internet.
Handdatorn påminner starkt om Iphone, men telefonfunktioner saknas. Enheten har däremot stöd för video (mov, MPEG-4, H.264), bildhantering, musikuppspelning (AAC, MP3, Apple Lossless, AIFF, WAV, Audible). Även digital klocka med timer och larm finns inbyggda. Hundratusentals program och spel kan laddas ner från App Store.
Ipod touch var den sista modellen i Apples Ipod-serie efter att Ipod nano och Ipod shuffle slutade tillverkade år 2017. Ipod Touch upphörde att produceras och säljas år 2022.

## Teknisk specifikation

### Ipod touch (första generationen) – 5 september 2007
- Lagringskapacitet: 8 GB, 16 GB och 32 GB
- Bildskärm: 3,5 tum med 480 × 320 pixlar
- Dimensioner: 6,2  10,9 × 0,8 cm (B × H × D)
- Vikt: 120 gram
- Inbyggd högtalare saknas

### Ipod touch (andra generationen) – 5 februari 2008
- Lagringskapacitet: 8 GB, 16 GB och 32 GB
- Bildskärm: 3,5 tum med 480 × 320 pixlar
- Dimensioner: 6,2 × 10,9 × 0,85 cm (B × H × D)
- Vikt: 300 gram

### Ipod touch (tredje generationen) – 9 september 2009
- Lagringskapacitet: 32 GB och 64 GB
- Bildskärm: 3,5 tum med 480 × 320 pixlar
- Dimensioner: 6,2 × 10,9 × 0,85 cm (B × H × D)
- Vikt: 115 gram
- Knapp för justering av ljudvolym

### Ipod touch (fjärde generationen) – 10 september 2010
- Lagringskapacitet: 8 GB, 16 GB, 32 GB och 64 GB
- Bildskärm: 3,5 tum med 960 × 640 pixlar
- Höjd: 111 mm
- Bredd: 58,9 mm
- Djup: 7,2 mm
- Vikt: 101 gram

### Ipod touch (femte generationen) – 11 oktober 2012
- Lagringskapacitet: 16 GB, 32 GB och 64 GB
- Bildskärm: 4 tum med 1136 × 640 pixlar
- Höjd: 123,4 mm
- Bredd: 58,6 mm
- Djup: 6,1 mm
- Vikt: 88 g